# Thein Sein
El Teniente General Thein Sein (20 de abril de 1945) fue primer ministro de Birmania (2007-2011) y Presidente de Birmania (2011-2016). Fue designado el 18 de mayo de 2007 para ocupar el cargo de manera provisional mientras el titular, Soe Win, se encontraba en tratamiento médico en Singapur.
Thein Sein era el Primer Secretario del Consejo de Estado para la Paz y el Desarrollo (Junta militar). El 12 de octubre de 2007 falleció Soe Win y, mantiene el puesto de primer ministro hasta que se designe uno nuevo.
En abril de 2010 dimitió junto con otros 17 miembros de su gabinete renunciando a su grado militar para formar un nuevo partido político, el Partido de la Unión, la Solidaridad y el Desarrollo (en inglés Union Solidarity and Development Party - USDP).